# NGC 4915
NGC 4915 је елиптична галаксија у сазвежђу Девица која се налази на NGC листи објеката дубоког неба.
Деклинација објекта је - 4° 32' 46" а ректасцензија 13h 1m 28,1s. Привидна величина (магнитуда) објекта NGC 4915 износи 12,1 а фотографска магнитуда 13,1. Налази се на удаљености од 36,343 милиона парсека од Сунца. NGC 4915 је још познат и под ознакама MCG -1-33-69, UGCA 318, PGC 44891.